# Tma/Světlo/Tma
Tma/Světlo/Tma je krátkometrážní československý animovaný film surrealistického režiséra Jana Švankmajera z roku 1989. Jan Švankmajer je scenárista, výtvarník a režisér filmu. Animaci provedl Bedřich Glaser, zvuk Ivo Špalj. Film je vytvořen technikou stop motion. Trvá necelých 8 minut.

## Děj
Je tma. Je slyšet klepání na dveře, do místnosti vejde ruka a rozsvítí světlo. Místnost je malá, má dvoje dveře, okno a lustr. Ruka se zmateně posunuje po podlaze, poté otevře druhé dveře, kudy se náhle přikutálí dvě oči. Ruka je vsadí do svých prstů. Je slyšet další klepání, vchází druhá ruka. Za oknem cosi poletuje. Vypadá to jako motýl, ale ruka okno otevře a vidí, že jsou to uši. Nasadí je druhé ruce. Ozve se další klepání, ozývá se funění, je to nos. Ruce se jej snaží vyrvat z obličeje za dveřmi, nakonec se dostane do místnosti celá hlava. Ruce jí nasadí uši a oči. Následně vchází jazyk, otevírá druhé dveře, aby mohly vejít čelisti se zuby. Ruce jej vsadí do obličeje. Další zaklepání, do místnosti se dostane mozek, který ruce také nasadí do hlavy. Hlava se nasadí na ruce, takže se může pohybovat.
Je slyšet opětovné klepání, tentokrát z obou dveří. Ruce se odpojí od hlavy, otevřou oboje dveře a v tom momentu se dostávají do místnosti dvě nohy, každá z jiné strany, narazí na boky hlavy, takže ji úplně zdeformují. Ruce to napraví, tentokrát se hlava nasadí na nohy a připojí na sebe ruce. Pochoduje po místnosti. Náhle se ozve silné bušení na dveře, třese se celý pokoj. Hlava spadne, končetiny se rozpojí. Ruka otevře bušící dveře, ale aniž by divák věděl, kdo za nimi je, opět je zase zavře a drží, aby se nic do místnosti nedostalo. Všechny končetiny nyní drží bušící dveře, až na jednu ruku, která odejde protějšími dveřmi a přinese sklenici s vodou. Otevře dveře, vylije za ně vodu, ozve se zasyčení. Do místnosti vchází mokrý penis s varlaty. Ruka z nich okape vodu. Hmota, z níž je hlava a končetiny stvořeny, se valí oknem a dveřmi. Ruce z ní uplácají zadnici, připojí penis s varlaty a následně zbytek celého těla. Hlava narazí do stropu a vykřikne. Postava je úplná, ale pokoj je pro ni příliš malý. Ruka zhasne světlo. V místnosti je opět tma.